# Gustavia
Gustavia é um género botânico pertencente à família Lecythidaceae.

## Espécies
- Gustavia acuminata Mori
- Gustavia aculta Mori
- Gustavia augusta L.: jeniparaná
- Gustavia angustifolia Benth.
- Gustavia brachycarpa Pittier
- Gustavia coriacea Mori
- Gustavia dodsonii Mori
- Gustavia dubia O.Berg.
- Gustavia elliptica Mori
- Gustavia erythrocarpa Mori
- Gustavia excelsa R.Knuth
- Gustavia flagellata Mori
- Gustavia foliosa Cuatrec.
- Gustavia fosteri Mori
- Gustavia gentryi Mori
- Gustavia gigantophylla Sandwith
- Gustavia gracillima Miers
- Gustavia gracillipes R. Knuth
- Gustavia grandibracteata Sm.
- Gustavia hexapetala Sm.
- Gustavia inakauama Mori
- Gustavia latifolia Miers
- Gustavia longepetiolata Huber
- Gustavia longifolia Poepp. ex O.Berg.
- Gustavia macarenensis Philipson
- Gustavia monocaulisMori
- Gustavia nana Pittier
- Gustavia parviflora Mori
- Gustavia petiolata Mori
- Gustavia poepiggiana O.Berg.
- Gustavia pulchra Miers
- Gustavia romeroi Mori & Garcia-Barr.
- Gustavia santanderiensis R.Knuth
- Gustavia serrata Mori
- Gustavia sessilis Mori
- Gustavia speciosa DC.
- Gustavia superba O.Berg
- Gustavia tejerae R.Knuth
- Gustavia terminaliflora Mori
- Gustavia verticillata Miers